# مطرة (قارورة)

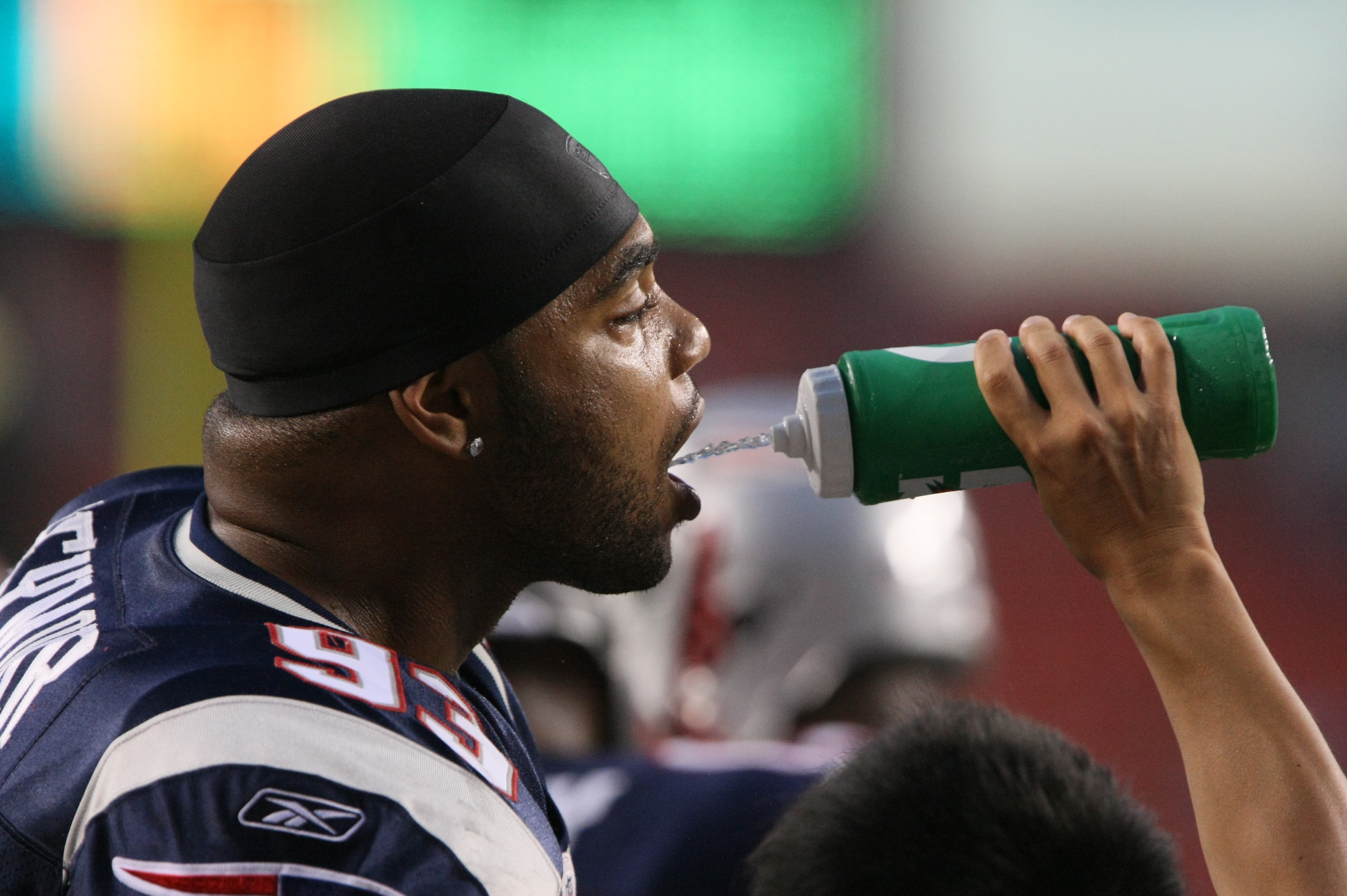
علبة مياه لدائنية يستخدمها لاعب رياضي

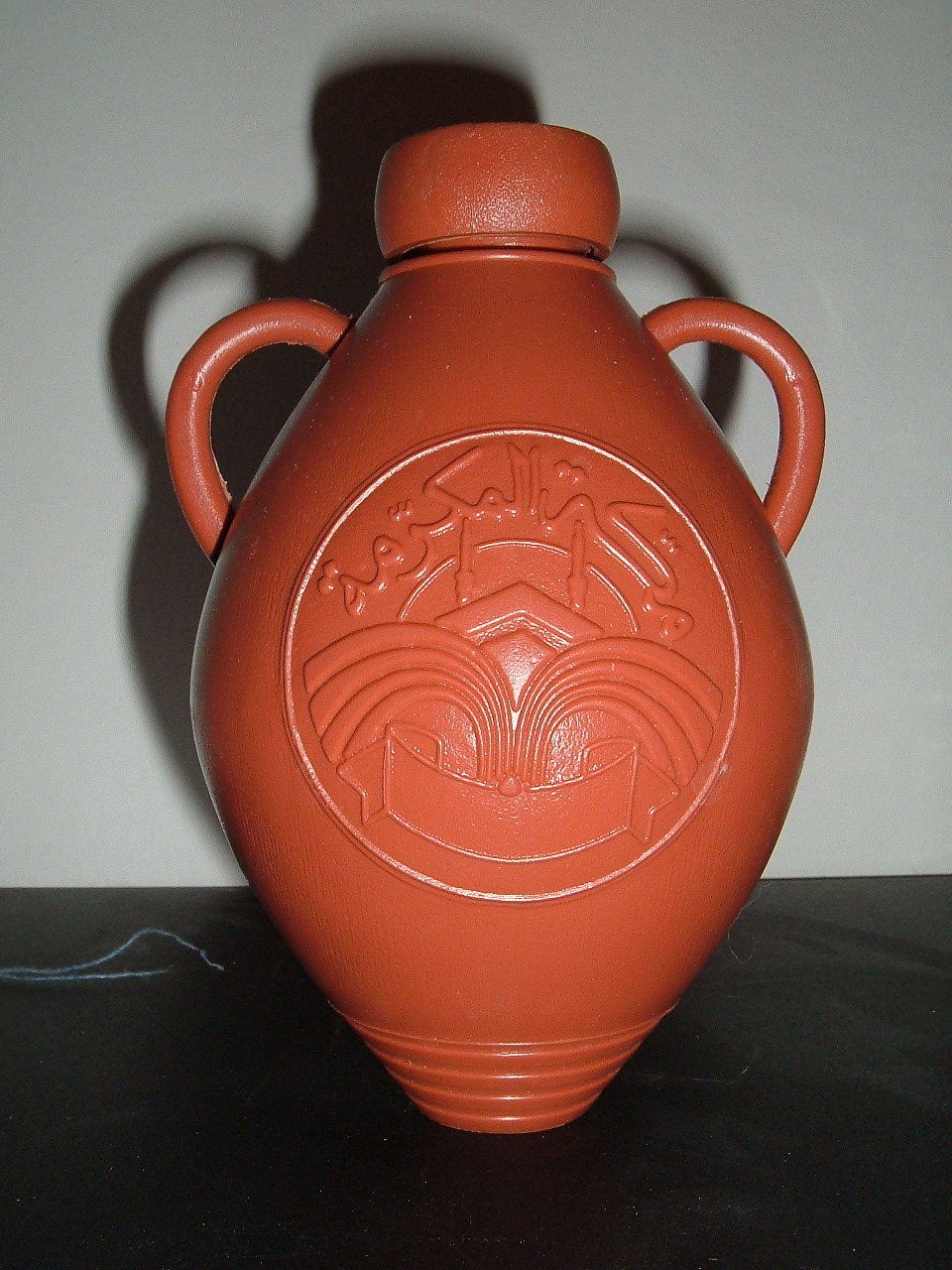
قارورة مياه زمزم.

المَطَرَة أو الزَّمْزَمِيَّة قارورةٌ تُحمل فيها السوائل (كالماء)، للمسافر أو غيره. تُصنع عادةً من: اللدائن، أو الزجاج، أو المعدِن، أكثرُها يُعاد تدويرُه. تُستعمل مرةً أو أكثر، أو ترد، أو تستبدل. يُشرب منها: الماء، أو المشروب الغازي، أو الماء المعدِني، أو الماء المقطر. ويُعاد تعبئتُها بسوائلَ أخرىٰ: كعصير البرتقال، والشاي المثلج، أو المشروب الغازي.

## أنواع علب المياه

### علب المياه اللدائنية ذات الاستخدام الواحد
من فوائد العلب اللدائنية أنها غير مكلفة وشفافة ومقاومة للكسر. وهذا يعتمد على طريقة صنع اللدائن الخاصة، ولكن قد تكون هناك تساؤلات بشأن سلامة بعض المواد الكيميائية في اللدائن، وكيف تتفاعل تلك المواد مع الماء.
ولقد تم تحذير المستهلكين حول استخدام الماء الدافئ في بعض العلب المصنوعة من مادة البولي بسبب احتمالية تسرب مواد كيميائية ضارة إلى الماء عن طريقها. وخلصت واحدة من الدراسات إلى أن المياه داخل العلب الغائمة أو المخدشة هي أكثر عرضة للتلوث بمادة الفثالات أو البسفينول A، والذي يختصر عادة باسم BPA. ويتم سحب مادة الفثالات تدريجيا من العديد من المنتجات في الولايات المتحدة، وكندا، والاتحاد الأوروبي بسبب مخاوف صحية. وأظهرت دراسة أخرى أن تسخين بعض علب المياه اللدائنية في الميكروويف تزيد من كمية ترشيح المعادن الثقيلة للماء. وأثار تقرير من الهيئة العامة للغذاء والدواء (FDA) في عام 2010 المزيد من المخاوف بشأن تعرض الرضع والأجنة والأطفال الصغار لمادة البسفينول A. وفي سبتمبر 2010 أصبحت كندا أول دولة تعلن مادة BPA كمادة سامة.

### علب المياه اللدائنية متعددة الاستخدام
ويمكن صنع علب المياه متعددة الاستخدام من مادة البولي اثيلين عالية الكثافة (HDPE) ومادة البولي اثيلين منخفضة الكثافة (LDPE) ومادة البوليستر أو مادة البولي بروبيلين. وكل المواد التي سبق ذكرها تتميز بكونها متينة الاستخدام وخفيفة ويمكن وضعها في غسالة الصحون وخالية من مادة BPA. والفرق الرئيسي بين كل نوع هو مرونة المواد المستخدمة لصنعه. فالعلب المصنوعة من مادتي الكوبوليستر والبولي بروبيلين توفر قدرا أكبر من الصلابة، وعلب البولي لها القدرة على الاحتفاظ ببعض الليونة بينما علب البولي إثيلين المنخفض الكثافة (تستخدم عادة في العلب القابلة للعصر) توفر درجة عالية من المرونة وقابلية الطي.

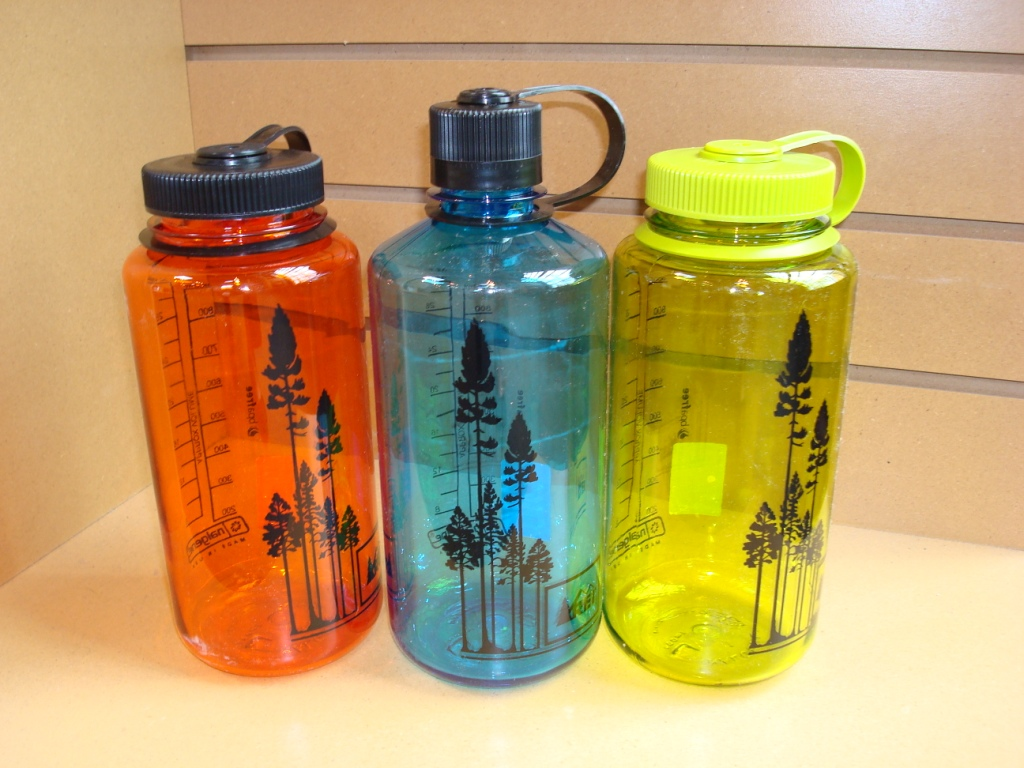
مثال على علب المياه اللدائنيه متعددة الاستخدام

### علب المياه المعدنية
اشتهرت علب المياه المعدنية والمصنوعة في الأصل من مادتي الفولاذ المقاوم للصدأ أو الألومنيوم الخاليتين من مادة BPA والمتينة جدا والتي تحتفظ بأقل قدر من رائحة وطعم المحتويات. ومن الممكن أن تكون هذه العلب أثقل من العلب اللدائنية وتنقل بسهولة درجة حرارة المحتويات للسطوح الخارجية والذي بدوره يجعلها غير مناسبة للاستخدام مع السوائل الحارة أو الباردة جدا. ومن المهم تنظيف هذه العلب بشكل دوري تبعا لتعليمات الشركة المصنعة.

### علب المياه المفلترة
يستخدم هذا النوع من العلب اما الفلترة عن طريق الكربون أو الأشعة الفوق بنفسجية لتنقية أي نوع من المياه. وهذا النوع رائج ومناسب للأشخاص المسافرين لمناطق تكون فيها نوعية المياه مشتبه فيها أو حيث لا تتوفر المياه المعبأة بسهولة. ومناسبة للاستخدامات صغيرة الحجم ويمكن أن تكون مكلفة.

## الخزانات الهيدراتية
المعروفة في الأصل بالعلامة التجارية الشائعة 'Camelback' وهي عبارة عن أكياس مرنة ذات حجم كبير تحمل 
بواسطة حقيبة ظهر. ويحصل المستخدمون فيها على الماء بواسطة «أنبوب شرب» بينما يمارسون نشاطا. وتستخدم مادة البولي يوريثين الخالية من مادة BPA والمستخدمة لتغليف اللأغذية في صنع البطانة في كل الأنواع.

## العلامات التجارية لعلب المياه
العلامات التجارية لعلب المياه القابلة لإعادة الاستخدام تتضمن شركة Sigg (للعلب المعدنية)، Nalgene، Kanteen، Bobble (للفلترة) و Aquatina (لعلب المياه القابلة للطي).

## هوامش